# Amuzgos

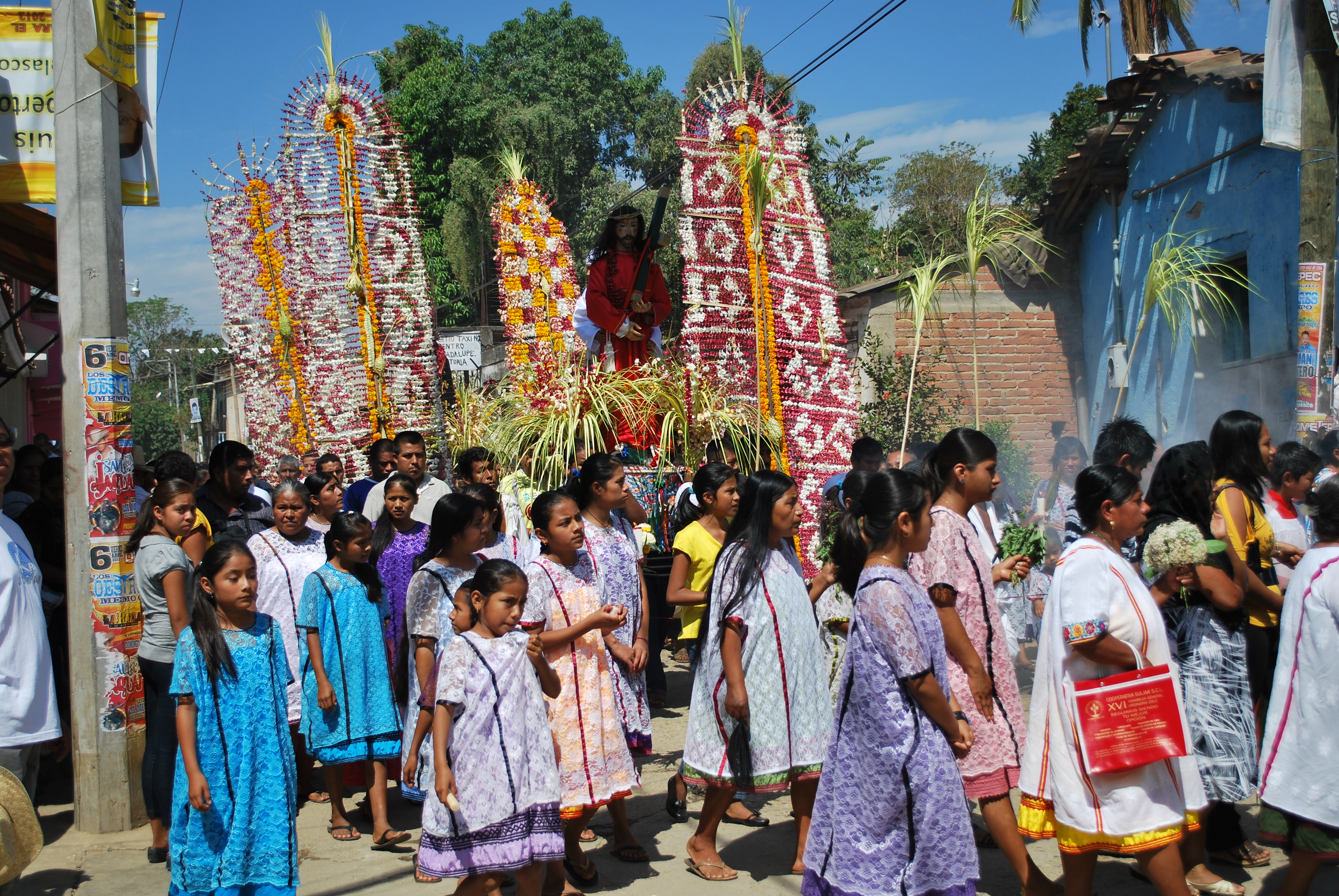
Processione del Venerdì Santo a Xochislahuaca con Amuzgos in abiti tradizionali.

Gli Amuzgos sono un popolo indigeno del Messico. Vivono principalmente in una regione lungo il confine Guerrero/Oaxaca, principalmente all'interno e intorno a quattro municipalità: Xochistlahuaca, Tlacoachistlahuaca e Ometepec a Guerrero e San Pedro Amuzgos a Oaxaca. Le loro lingue sono simili a quelle dei Mixtechi e i loro territori si sovrappongono. Un tempo dominavano un'area più ampia, da La Montaña fino alla Costa Chica di Guerrero e Oaxaca, ma l'espansione, il dominio e la successiva colonizzazione spagnola dei Mixtechi li hanno spinti nelle regioni montuose più inaccessibili e lontano dalla costa. Gli Amuzgos hanno mantenuto gran parte della loro lingua storica originaria e del loro abbigliamento storico e sono noti per i loro tessuti, lavorati a mano su telai a cinghia con disegni bidimensionali molto intricati. L'area degli Amuzgo è molto povera con un'economia che dipende principalmente dall'agricoltura di sussistenza e dalla produzione artigianale.

## Nome
Gli Aztechi li chiamavano Amoxco, da cui l'origine della parola Amuzgo. Alcuni studi di antropologia hanno concluso che significhi "luogo dei libri" probabilmente in riferimento ad un centro amministrativo poi generalizzato al popolo. Altri studi affermano che significa "gente di stagno" o "tra le montagne", che originariamente si riferiva a una comunità e divenne generalizzato.
L'endonimo dei popoli Amuzgo varia a seconda della comunità. A San Pedro Amuzgos è Tzjon Noan (che significa "gente dei tessuti o del filo"), a Santa María Ipalapa è Tzo'tyio, e a Suljaa' è Nn'anncue (che significa "la gente").
I Mixtechi li chiamano Ñuuñama, che significa "popolo di totomoxtle (foglie di mais essiccate)".

## Territorio

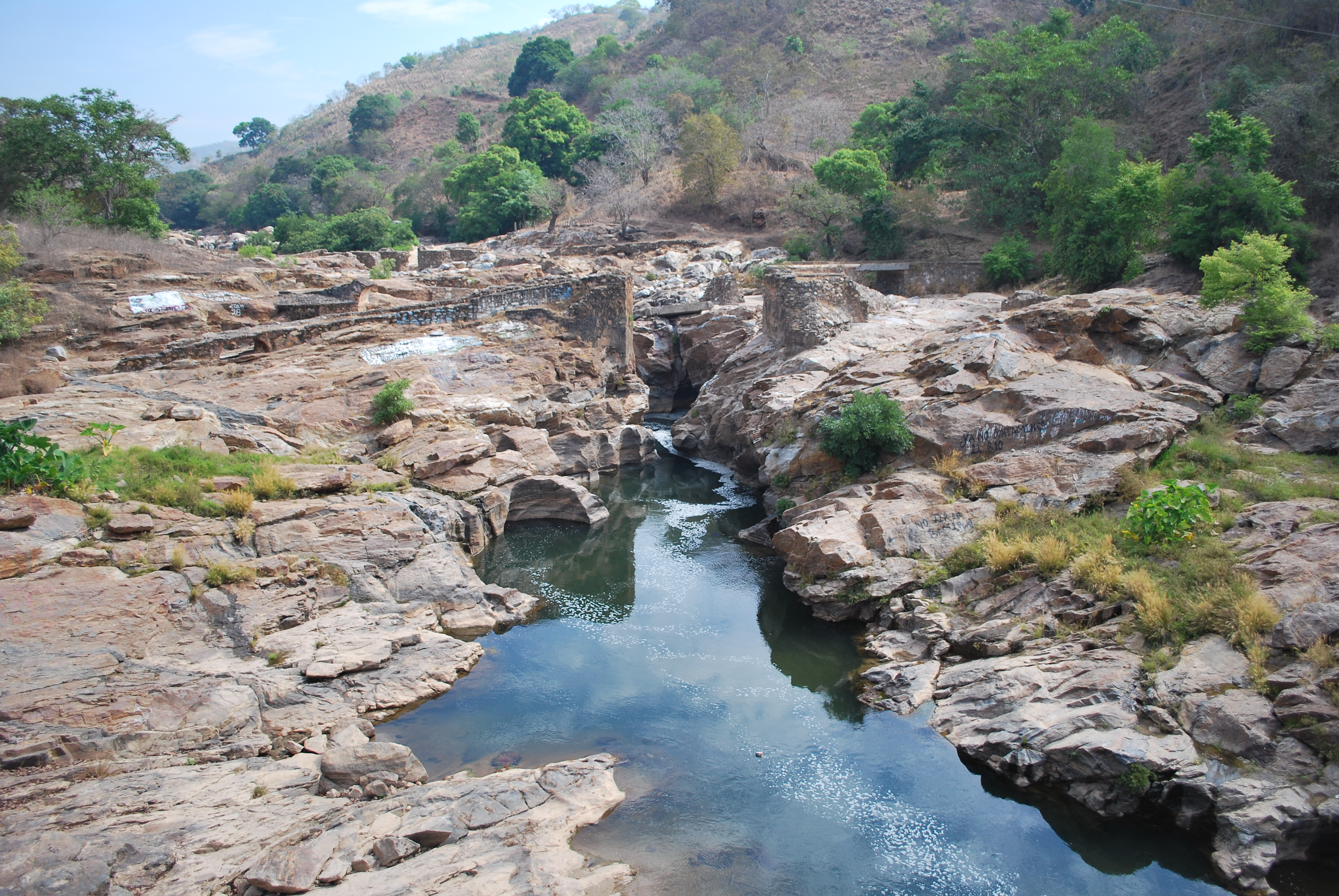
Burrone e montagne vicino alla città di Xochistlahuaca Guerrero.

Il popolo Amuzgo si trova generalmente in una regione di 3.000 chilometri quadrati (1.200 miglia quadrate) che si estende a cavallo del confine degli stati messicani di Guerrero e Oaxaca, vicino alla costa. Il numero di Amuzgo etnici può arrivare fino a 50.000, con circa l'80% che vive nello stato di Guerrero. Gli Amuzgo sono il gruppo indigeno più numeroso nella loro regione, che condividono con i Mixtechi e i Nahua, così come con i meticci e gli afro-messicani. Le principali comunità Amuzgo (in ordine) includono Xochistlahuaca, Tlacoachistlahuaca, Cosuyoapan, Zacoalpa, Chochoapan, Huehuetono, El Pájaro, Las Minas, Cerro Bronco, Guadalupe Victoria, Guajentepec e Pueblo Nuevo a Guerrero con San Pedro Amuzgos e Santa María Ipalapa a Oaxaca. Xochistlahuaca, Tlacoachistlahuaca e Ometepec derivano dal nahuatl e significano rispettivamente "luogo dei fiori", "luogo dell'erba del tlacuache" (nome spagnolo per l'opussum comune) e "tra due colline". Gli Amuzgos si riferiscono a questa zona come Suljaa´. La sede municipale di Tlacoachistlahuaca è dominata da Amuzgos e meticci con Mixtechi nelle aree rurali esterne. Gli Amuzgos di Oaxaca sono uno dei numerosi gruppi indigeni che si trovano in piccole comunità all'interno della regione Mixteca.
Il territorio di Amuzgo si trova principalmente nelle montagne Yacuyagua ad altitudini comprese tra 500 e 900 metri (1.600 e 3.000 piedi) sul livello del mare. Il terreno è accidentato con molti burroni e piccole valli. Questa zona è attraversata dai fiumi Ometepec, Arena, Pulla, San Pedro e Santa Catarina, che sfociano nel Pacifico. La vegetazione è dominata da boschetti di querce spinose, con altre specie come palme reali e da cocco, con foreste miste nelle altitudini più elevate e alcune foreste pluviali basse più vicine alla costa. Molti alberi perdono le foglie durante la stagione secca. La fauna selvatica è composta da mammiferi, rettili e una grande varietà di uccelli rapaci. Le specie includono tassi, armadilli, procioni, ocelot, coyote, formichieri, istrici, conigli, pappagalli, gufi e poiane. Il clima della regione è caldo e relativamente umido con periodi secchi (da novembre a maggio) e piovosi (da maggio a ottobre). La temperatura media annuale è di 25 °C.
Gli Amuzgo vivono nella loro regione insieme ad altri gruppi etnici come i Mixtechi, i Tlapanechi, i Nahua, i Triquis, i Chatinos, i meticci e gli afro-messicani. Le relazioni degli Amuzgo con questi gruppi sono fluide e complesse. Con alcuni gruppi sono tese, come con i Mixtechi e con gli afro-messicani, che gli Amuzgo associano alla dominazione spagnola, accusandoli di essere stati carnefici di indigeni in passato e di averli costretti alle montagne. La maggior parte dei contatti con gli esterni è di natura economica (a volte anche sociale) e avviene in centri regionali come Ometepec o in comunità di stretta vicinanza. Nonostante la dominazione passata, gli Amuzgo di Guerrero sono relativamente dominanti rispetto ai Mixtechi presenti a Tlacoachistlahuaca. Tuttavia sono dominati dai meticci, molto più numerosi.

## Storia

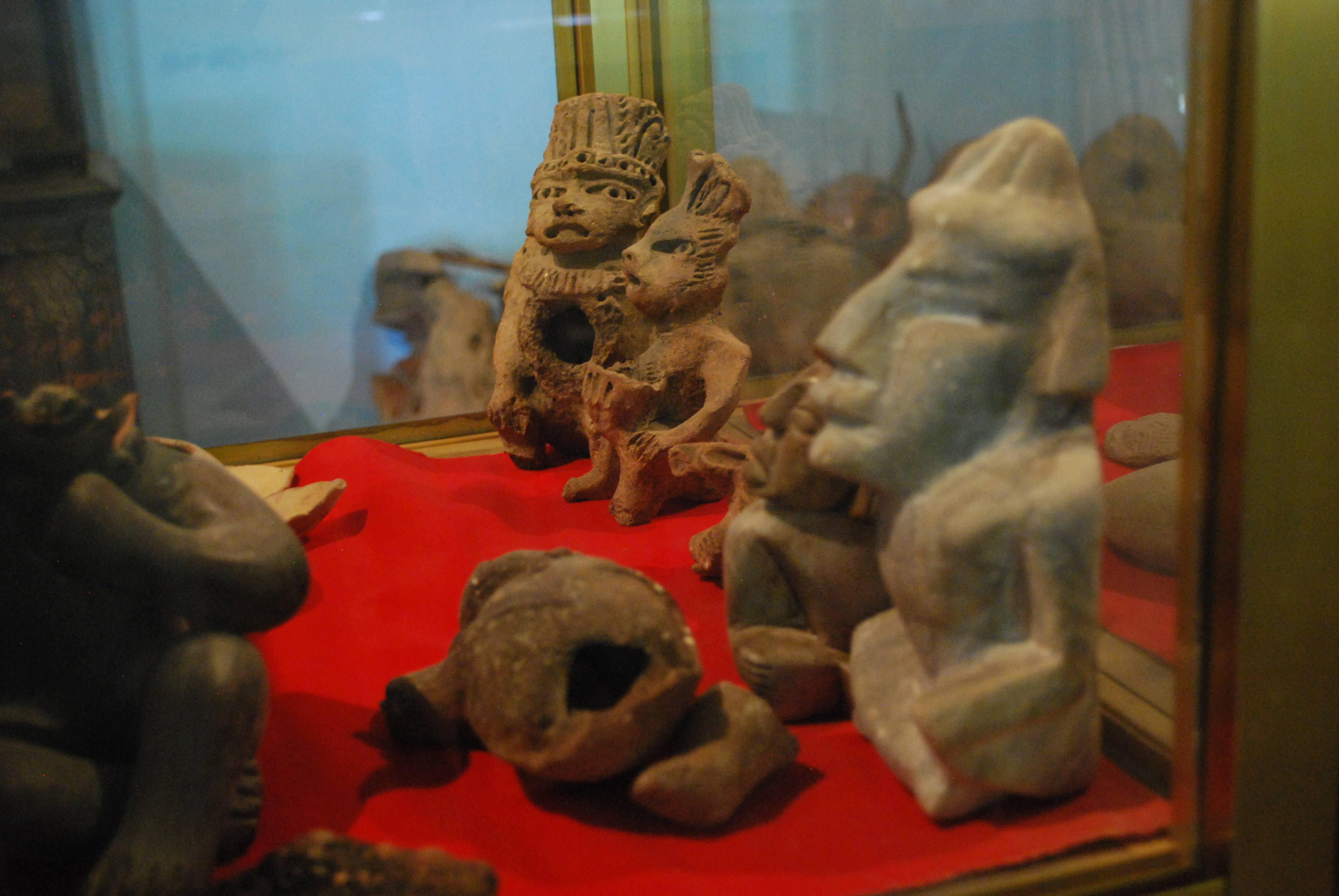
Pezzi preispanici in mostra al Museo della Comunità di Amuzgo

Le origini degli Amuzgos sono sconosciute. Una teoria vuole che il gruppo sia arrivato alla sua posizione attuale dall'area del fiume Pánuco, così come dai Mixtechi, con la cui lingua è imparentata. Se questo fosse vero, vorrebbe dire che gli Amuzgos hanno attraversato l'area dell'Altopiano messicano e Puebla prima di dirigersi verso Oaxaca e Guerrero. Il folklore Amuzgo afferma che sono arrivati sulla costa di Oaxaca/Guerrero dalle isole del Pacifico. Poiché la loro lingua è simile ad altre nell'area di Oaxaca, è probabile che siano migrati nella loro posizione attuale sul bordo settentrionale della regione Mixtec per sfuggire alla violenza interetnica.
Xochistlahuaca era la capitale di un dominio Amuzgo. Intorno al 1100 essi furono sottomessi dai Mixtechi. Gli Amuzgo hanno reso omaggio ai Mixtechi per circa 300 anni in cotone, stoffa, piume, pelli, oro, mais, fagioli e peperoncino. L'area faceva parte di una provincia mixteca chiamata Ayacastla, che gli Aztechi sottomisero nel 1457, ma non esercitarono mai un controllo diretto o completo sugli Amuzgo. Questi ultimi si ribellarono agli Aztechi nel 1494 e tra il 1504 e il 1507, che furono soppressi.
Gli spagnoli sotto Pedro de Alvarado soggiogarono l'area nel 1522. Durante il primo periodo coloniale, la guerra, le malattie e il superlavoro decimarono la maggior parte della popolazione indigena e gli Amuzgos furono una delle sole quattro etnie sopravvissute. Nella sola Xochistlahuaca, la popolazione indigena scese da circa 20.000 nel 1522 a soli 200 nel 1582. La dominazione spagnola la spinse ulteriormente nelle montagne della Sierra Madre del Sud, un processo iniziato sotto la dominazione mixteca. L'evangelizzazione li raggiunse e nel 1563 Xochistlahuaca fu nominata centro amministrativo e religioso, proprio come lo era nel periodo preispanico. Il processo di evangelizzazione e colonializzazione ha dato origine a una serie di danze tradizionali come El Diablo, Los Chareos, Los Tlamaques, Los Apaches, Danza del Tigre, El Toro, La Tortuga, Los Gachupines, Los Moros, La Conquista, Los Doce Pares de Francis e Los Tecuanes.
Durante il periodo coloniale, la zona di Amuzgo era governata dalla città di Oaxaca (allora chiamata Antequera) che a sua volta era una subprovincia di Puebla. Nel XVII secolo faceva parte della diocesi di Chilapa come parte del vescovado di Puebla. Gli spagnoli fondarono grandi haciendas nelle aree che rimasero dopo l'indipendenza fino alla rivoluzione messicana.
La perdita di manodopera indigena in Messico spinse gli spagnoli a portare schiavi africani, la maggior parte dei quali arrivò a Veracruz. Molti schiavi fuggiti e i loro discendenti si diressero verso il territorio di Amuzgo nella regione della Costa Chica, il che ebbe l'effetto di allontanare dalla costa gli Amuzgo rimasti. La città di Czoyoapan fu presumibilmente fondata da Amuzgos che si trasferì qui da un'area vicino a San Nicolas, Guerrero, che divenne dominata dagli afro-messicani. Non si sa quando sia stata fondata, ma appare nei documenti già nel 1737.
Durante il periodo coloniale fino al 1818, Igualapa fu la capitale di Ayacastla, che fu poi spostata a Ometepec. Nel 1884, Xochistlahuaca perse il suo status di centro religioso.
Nel XIX secolo, la maggior parte delle terre degli Amuzgo finì nelle mani della famiglia di Guillermo Hacho, alla quale gli indigeni dovettero pagare un affitto. Nel 1920, gli Amuzgo iniziarono a combattere per riprenderne il controllo, il che portò alla fondazione dell'ejido di Xochistlahuaca nel 1933 con 6.384 ettari. Questo ejido divenne il comune di Xochistlahuaca nel 1934. Nel 1967, all'ejido furono concessi altri 1.419 ettari di terra per la popolazione in crescita.
Mentre le comunità Amuzgo sono state tradizionalmente isolate dal mondo esterno, la costruzione di autostrade nella regione le ha collegate. Le due autostrade principali della regione sono l'autostrada 200, la strada Ometepec-Xochistlahuaca, la strada Oaxaca - Pinotepa Nacional e la strada Huajuapan de León -Pinotepa Nacional.
Dalla seconda metà del XX secolo ad oggi, c'è stata la migrazione degli Amuzgo fuori dal territorio per trovare lavoro in altre zone del Messico e negli Stati Uniti. Ciò ha incluso anche la migrazione permanente verso l'area di Cuajinicuilapa vicino alla costa da cui gli Amuzgo furono espulsi nei periodi preispanico e coloniale.

## Lingua

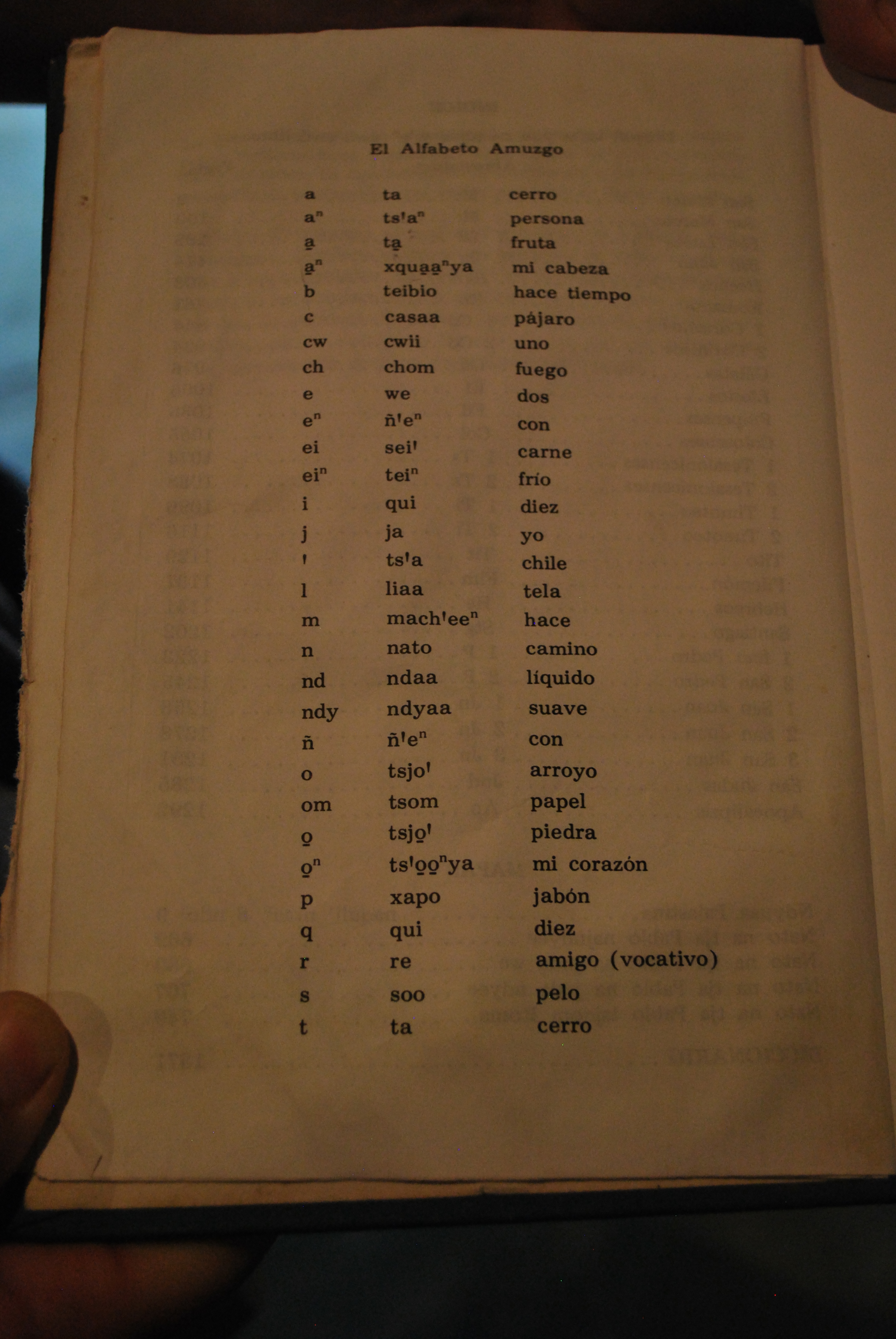
Uso parziale dell'alfabeto latino per scrivere la lingua amuzgo

La lingua Amuzgo ha vari nomi nella lingua propriamente detta in base al dialetto e alla comunità. Questi includono Tzhonoa, Tzoñ'an, Tsañcue o Nañcue e ñomnda che significa "linguaggio dell'acqua o del mare" riferendosi alle origini mitiche dell'Amuzgo. La lingua Amuzgo fa parte della famiglia di lingue oto-mangue, nella sottofamiglia Mixteca. È imparentata con le lingue Triqui, Cuicatec, Chocho-popoloca, Mazatec, Ixcatec e Mixtec.
Quattro varianti di Amuzgo sono ufficialmente riconosciute dall'agenzia governativa, l'Instituto Nacional de Lenguas Indígenas (INALI). Sono:
- (i) Amuzgo settentrionale (amuzgo del norte, comunemente noto come Guerrero o (dalla sua città principale) Xochistlahuaca Amuzgo);
- (ii) Amuzgo meridionale (amuzgo del sur, finora classificato come sottodialetto dell'Amuzgo settentrionale);
- (iii) Amuzgo dell'Alto Oriente (amuzgo alto del este, comunemente noto come Oaxaca Amuzgo o San Pedro Amuzgos Amuzgo);
- (iv) Amuzgo del Basso Oriente (amuzgo bajo del este, comunemente noto come Ipalapa Amuzgo).

Queste varietà sono molto simili, ma esiste una differenza significativa tra le varietà occidentali (settentrionale e meridionale) e quelle orientali (Basso Oriente e Alto Oriente), come rivelato dai test sui testi registrati eseguiti negli anni '70. Nel 2005, i dati del censimento collocano il numero totale di parlanti amuzgo a 43.761, di cui 37.779 a Guerrero, 4.813 a Oaxaca e 1.169 in altri luoghi del Messico. L'amuzgo è la tredicesima lingua indigena più comune a Oaxaca. A Guerrero l'uso della lingua amuzgo è abbastanza diffuso da poter essere appreso come seconda lingua dai parlanti spagnoli e nahuatl che vivono nell'area degli Amuzgo. Mentre molte delle lingue indigene del Messico stanno scomparendo, gli Amuzgo hanno mantenuto gran parte della loro forza linguistica e la maggior parte dei bambini sono cresciuti parlandolo. Viene anche insegnato loro a leggere e scrivere nella lingua amuzgo. Nelle aree in cui le scuole primarie non hanno insegnanti di lingua amuzgo, si verificano cali di iscrizioni di bambini Amuzgo e problemi con lo sviluppo accademico.

## Cultura

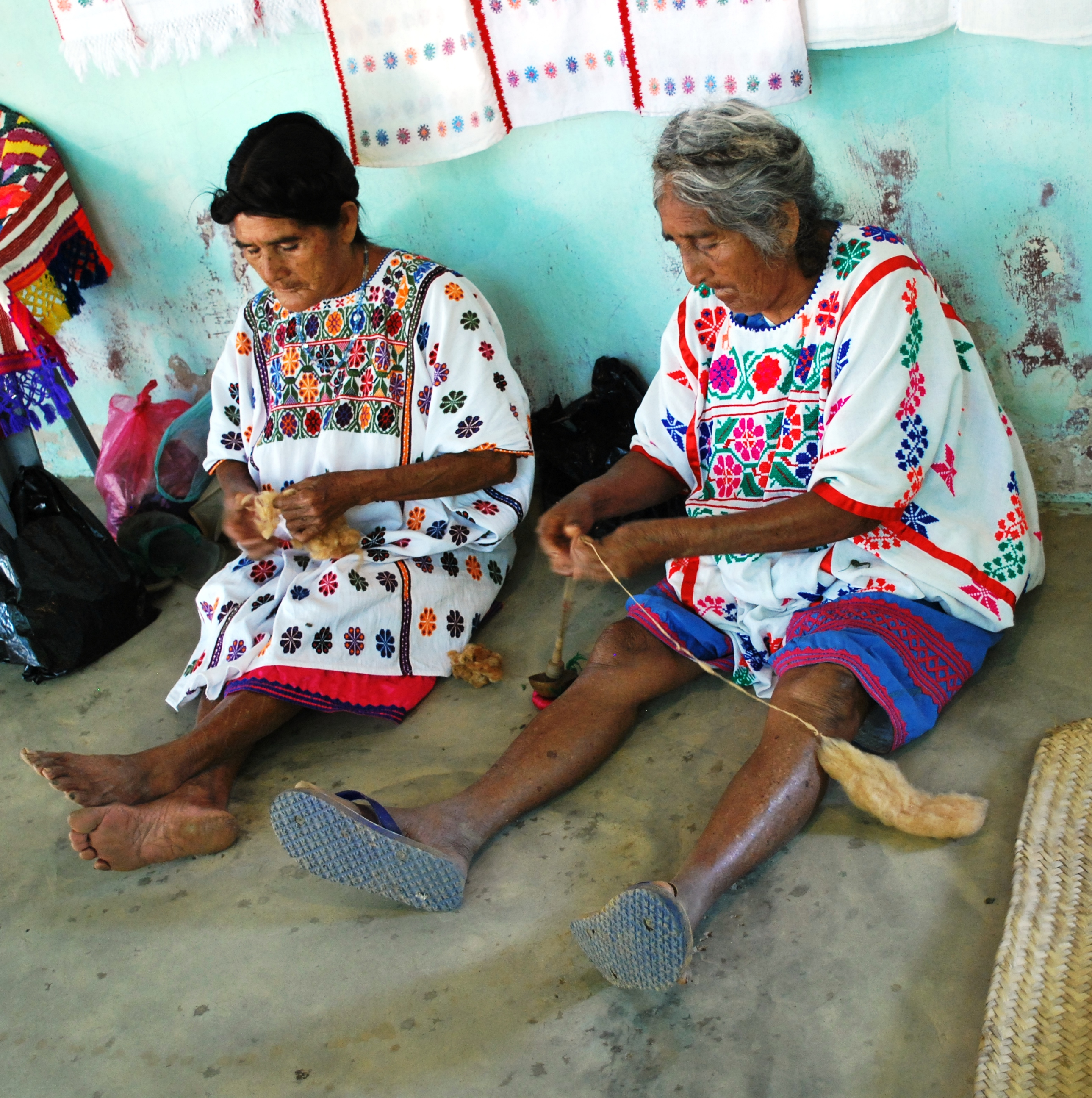
Donne Amuzgo filano e cuciono

La vita familiare degli Amuzgo si basa sia sulla famiglia nucleare che su quella allargata, che è per lo più patriarcale. Gli uomini generalmente si sposano all'età di 17 anni, mentre le donne intorno ai 15 anni. I matrimoni sono eventi elaborati, con cibo, alcol e musica. Nelle comunità più tradizionali i matrimoni vengono ancora organizzati tra famiglie senza la partecipazione dei figli. Le famiglie dei rispettivi futuri coniugi (che lavorano per cementare i legami economici e sociali) fissano la data del matrimonio e la coppia si incontra in quel momento. Ci si aspetta che lo sposo fornisca vari doni come mais, fagioli, peperoncino, legna da ardere, cioccolato e denaro per realizzare l'huipil della sposa. Se essa è vergine la consumazione delle nozze viene celebrata con fuochi d'artificio. In caso contrario, c'è una certa tensione. Per organizzare eventi speciali come matrimoni, battesimi, eccetera e per progetti di grandi dimensioni come piantare e costruire case, amici e familiari si uniranno per fornire le risorse necessarie.
I ruoli di genere sono tradizionali e per la maggior parte non sono cambiati da generazioni, sebbene vi sia una certa influenza modernizzante in quanto vi è un crescente contatto economico e sociale con persone che non fanno parte degli Amuzgo. I ragazzi seguono i loro padri nei campi fin da quando sono piccoli e possiedono la maggior parte delle conoscenze agricole di cui hanno bisogno quando hanno dodici anni. Le ragazze restano a casa e imparano i lavori domestici delle madri, compresa la tessitura. Gli uomini generalmente detengono il potere economico e sociale nelle comunità, compreso il diritto di prendere la maggior parte delle decisioni familiari. Essi vendono i prodotti agricoli e in passato vendevano i prodotti tessili per le donne, ma la situazione è cambiata. La maggior parte dei bambini frequenta la scuola almeno al livello primario e alcuni anche al livello secondario. Quelli che vogliono continuare gli studi e hanno le risorse per farlo vanno a Ometepec o a Chilpancingo. 

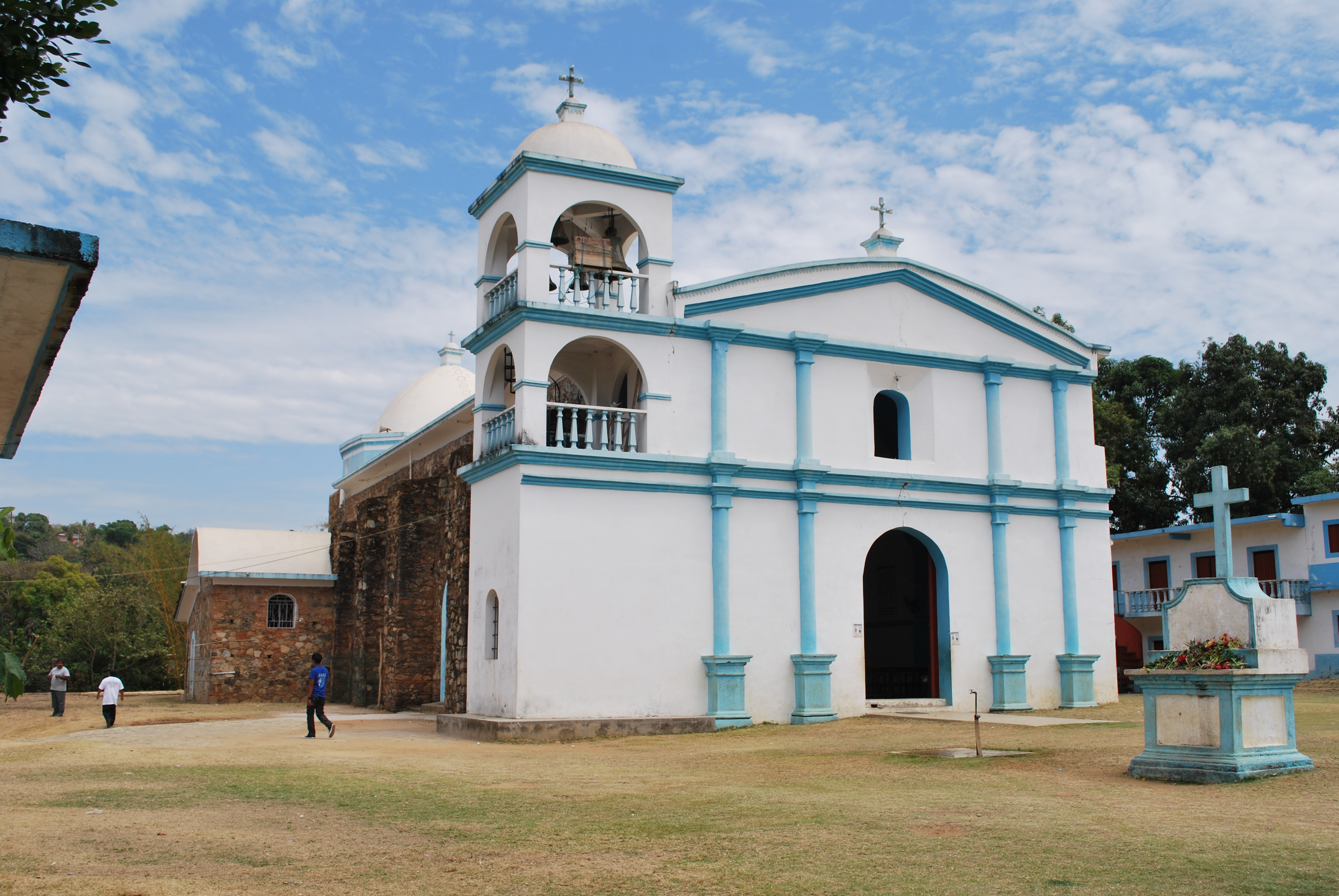
Chiesa parrocchiale di Xochistlahuaca

La maggior parte degli Amuzgo sono cattolici, con una percentuale significativa di protestanti. Quest'ultimo fenomeno è iniziato negli anni '40 con i missionari di un'organizzazione chiamata Instituto Lingüístico de Verano. Le chiese cattoliche dominano ancora i centri delle sedi municipali, così come le feste e le processioni cattoliche, come quelle dedicate ai santi patroni, il Carnevale, la Settimana Santa e il Giorno di Ognissanti. Gli Amuzgo cattolici mantengono elementi di credenze indigene che si ritrovano in molte feste e altri riti. L'acqua figura in modo prominente nel folklore e nei riti non cattolici in quanto è essenziale per la sopravvivenza in montagna. Ad esempio, l'inizio della stagione delle piogge è segnato dalla festa di San Marco il 25 aprile. La data è anche conosciuta come la "petizione per il tuono" per le piogge di cui beneficeranno i raccolti. In questa data, i polli vengono sacrificati su una serie di rocce che si dice rappresentino miticamente tuoni e fulmini. La festa dell'Arcangelo Michele il 29 settembre segna la fine della stagione delle piogge e il raccolto. C'è una credenza animistica negli spiriti delle montagne, della terra, del mais, degli animali e di altri elementi della natura. La salute è considerata più una questione spirituale che fisica, con la malattia per lo più attribuita ad azioni disarmoniche. Mentre i casi gravi vengono inviati a strutture mediche in grandi comunità come Putla e Pinotepa Nacional, la maggior parte degli Amuzgos preferisce consultare i guaritori tradizionali. Malattie molto minori come mal di stomaco, raffreddore, influenza eccetera vengono curate con la medicina erboristica. Quelle malattie che si pensa siano principalmente di natura spirituale vengono curate da "tzan tí" (uomini saggi) o "tzan kalwa" (sciamani o streghe) che possono sia curare che causare danni. 

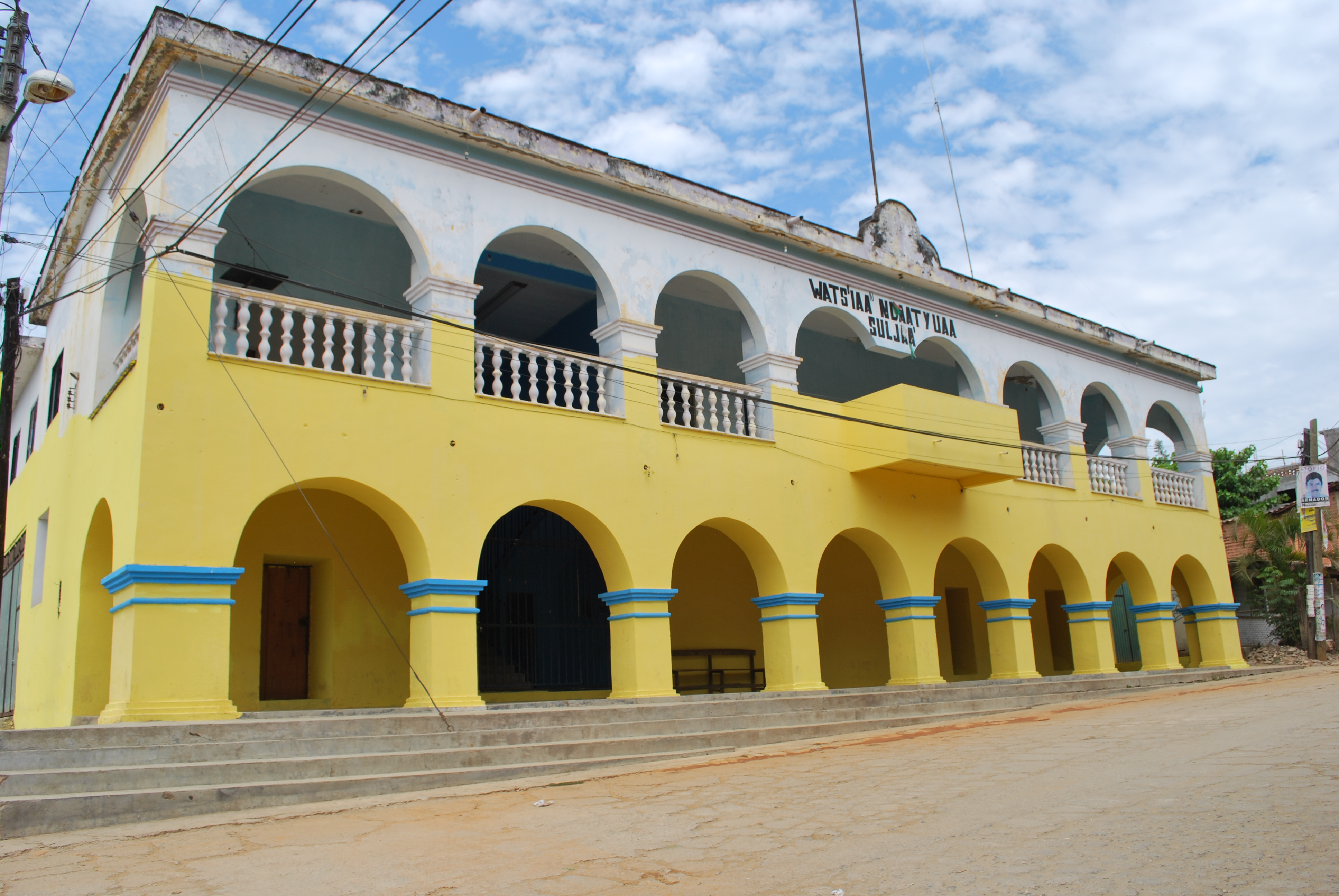
Palazzo municipale a Xochistlahuaca con nome amuzgo

Sebbene esistano meccanismi di governo municipali e formali, nelle comunità Amuzgo è riconosciuto anche un Consiglio degli anziani. L'ascesa di vari partiti politici a Guerrero e l'arrivo di diverse forme di cristianesimo hanno causato sconvolgimenti sociali tra gli Amuzgo. Inoltre, la posizione nel governo formale è spesso oggetto di disputa tra gli Amuzgo e i meticci. Ci sono autorità Amuzgo tradizionali come i "topils", quelli con funzioni di polizia e quelli incaricati di far rispettare le norme della comunità. La maggior parte di queste sono correlate allo svolgimento di varie funzioni religiose come la sponsorizzazione di un festival. Queste autorità hanno il diritto di richiedere lavori per il beneficio collettivo chiamati "tequios". Il "Comisariado Ejidal" è responsabile delle questioni relative alla terra. Il suo consiglio ha un mandato di tre anni. Alcune delle questioni che la comunità deve affrontare includono la preservazione della lingua nelle generazioni più giovani, la conservazione di reperti archeologici e della storia, una maggiore partecipazione nei governi e nelle agenzie federali, statali e municipali, la presenza di alcol nelle comunità indigene, nelle chiese protestanti, l'uso di prodotti agrochimici nella regione, lotte di potere tra autorità municipali e consigli indigeni e proprietà terriera. C'è stato un conflitto politico tra autorità indigene e municipali a Xochistlahuaca dal 1979, principalmente per la terra, ma anche per il potere degli uomini forti locali chiamati caciques. Nel 2001, un gruppo di Amuzgos ha preso il controllo del palazzo municipale per protestare contro le irregolarità nel governo. Ciò si è unito nella formazione del Frente Cívico Indígena de Xochistlahuaca. 

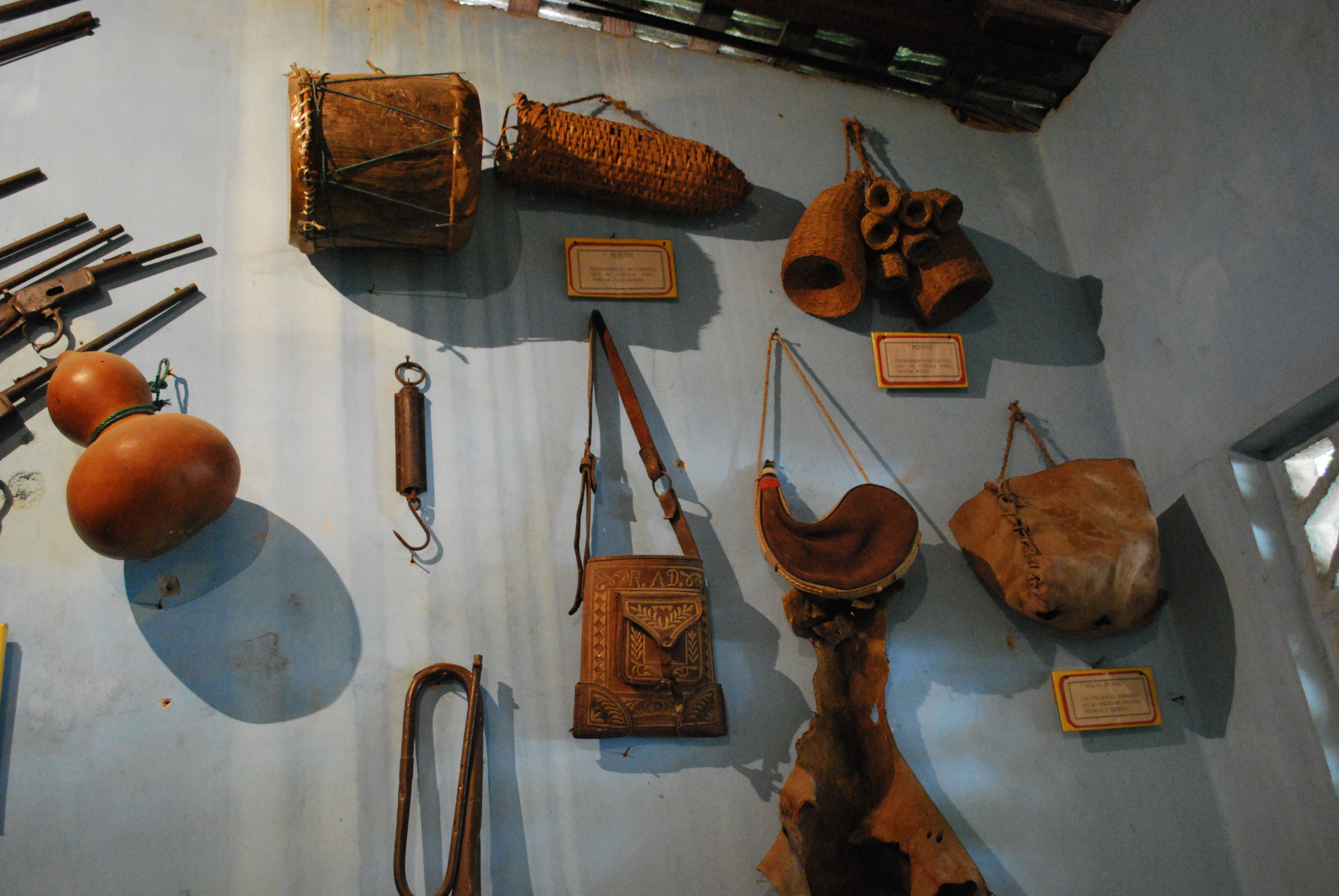
Esposizione al Museo della Comunità di Amuzgo

Sono stati fatti vari sforzi per preservare e promuovere la cultura e la società Amuzgo. Il primo Encuentro Regional Amuzgo Sobre Derechos y Participación Indígena (Incontro regionale per i diritti e la partecipazione degli indigeni) è stato sponsorizzato dalla Secretaría de Desarrollo Social (SEDESOL) a Xochistlahuaca per riunire rappresentanti delle varie comunità Amuzgo e discutere questioni politiche e sociali. Il Museo Comunitario Amuzgo è stato fondato nel 1990 a Xochistlahuaca con due sale. Uno di questi è dedicato ai reperti archeologici rinvenuti nella regione. L'altro è dedicato all'artigianato della regione. La comunità Amuzgo di Xochistlahuaca ha collaborato con l'Universidad Autónoma Metropolitana per sviluppare programmi relativi alla ricerca, alla diffusione culturale e al networking al fine di preservare e promuovere la cultura Amuzgo. Un aspetto importante di questo lavoro è legato ai tessuti tradizionali. Questi tessuti sono realizzati su telai a cinghia e hanno un repertorio di vari disegni che hanno una serie di significati definiti "linguaggio grafico". L'organizzazione Amuzgo si chiama Liaa' Ljaa' ed è composta da 59 tessitori della città, guidati da Juana Santa Ana Guerrero.
La cucina amuzgo è fortemente basata sul mais e altri prodotti locali, come il cacao e la panela. Il cacao è solitamente consumato come bevanda calda al cioccolato per le occasioni speciali. Il mais è spesso preparato sotto forma di tamales, con diversi sapori come mais dolce, pollo, con gamberetti d'acqua dolce e altro ancora. Un piatto tradizionale è chiamato "cabeza de viejo" o "testa di vecchio" che consiste in carne con erbe che vengono poi cotte a vapore. Altri piatti includono barbacoa fatta con manzo o capra e una specie di tortilla dolcificata con panela chiamata ticasos, così come caramelle da una specie di igname e da zucca.

## Economia

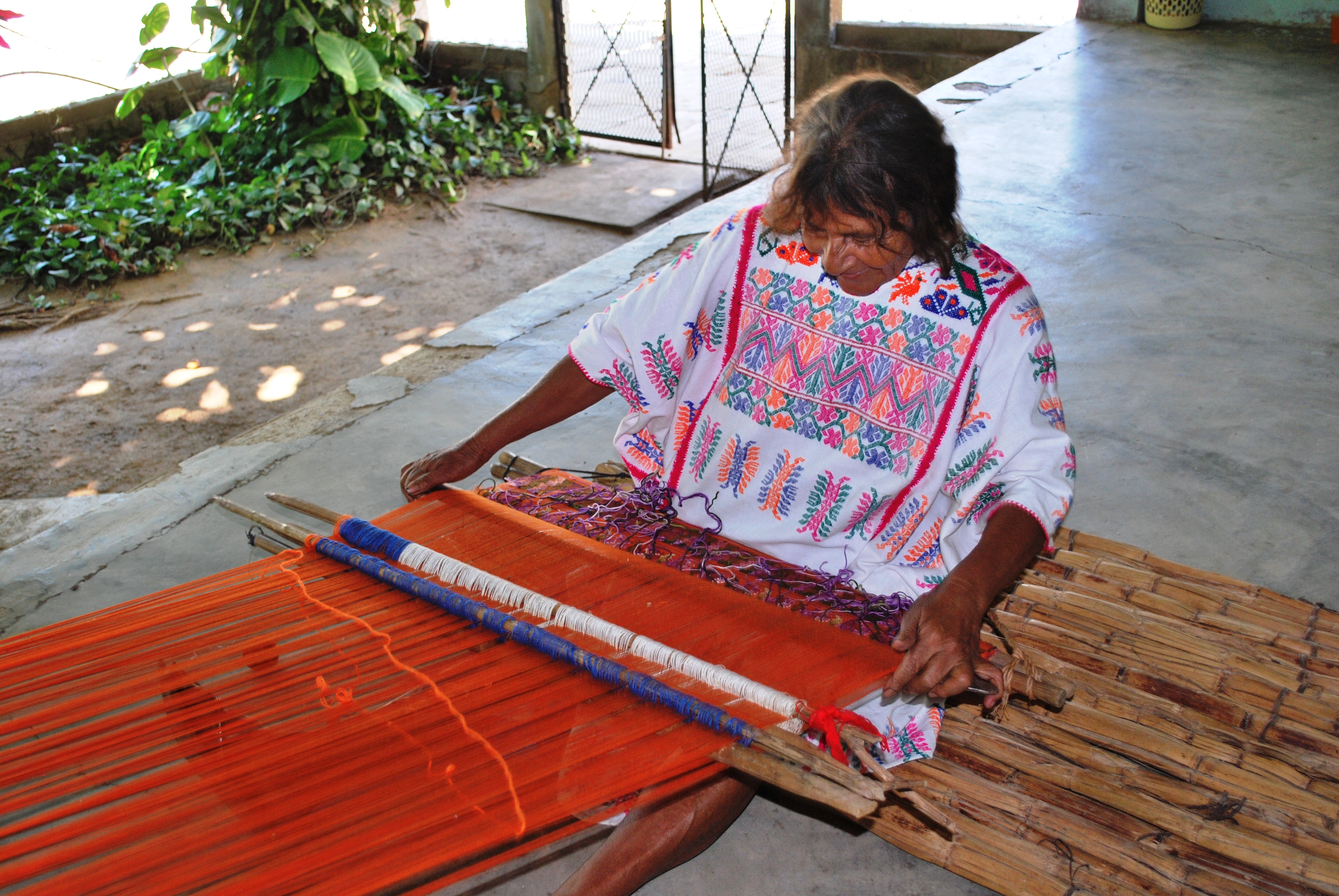
Donna che tesse a Xochistlahuaca

La maggior parte della regione degli Amuzgo è molto povera, con la comunità più grande di Xochistlahuaca, la quarta più povera nello Stato di Guerrero e la sedicesima più povera in Messico. Ha gravi problemi economici e sociali, tra cui l'accesso ai servizi di base, con molte case prive di elettricità, acqua corrente e drenaggio. I livelli di istruzione sono molto bassi, con alti livelli di analfabetismo, ma sono relativamente uguali tra uomini e donne.
Le case sono generalmente costruite con la partecipazione di amici e vicini come parte di uno schema di mutuo aiuto. Nelle città, le case variano in materiali di costruzione e stile. Le case costruite nelle città come San Pedro Amuzgos sono sempre più realizzate con materiali non tradizionali come il cemento, ma la maggior parte ha ancora i tradizionali tetti in mattoni e paglia. Il numero di stanze varia da una a più. I mobili dipendono dal reddito familiare. La maggior parte sono costituite da una o due stanze e una terrazza. La maggior parte della tessitura viene eseguita nel patio a causa del clima caldo. Nelle fattorie e nei ranch, tendono ad essere più tradizionali e circolari, fatti di erba ricoperta di fango, con un tetto di paglia. La maggior parte di queste abitazioni non dispone di acqua corrente, fognature o elettricità. Generalmente queste famiglie hanno più di una casa, ciascuna con una funzione specifica. Zone notte o camere da letto dotate di letti o petates (un tipo di sacco a pelo tessuto con la pianta Leucothrinax morrisii) e spazi per riporre gli indumenti. Le zone cucina sono dotate di caminetto, tavolo, sedie e spazi per riporre stoviglie e utensili. Generalmente in una zona della casa c'è un altare con immagini cattoliche per la preghiera familiare. Di solito è presente un cortile per animali domestici e piante ornamentali. Molte di queste strutture non dispongono di energia elettrica e utilizzano candele per la luce.
Esistono tre tipi di possesso della terra nella regione: comunale, privato ed ejido (un'area di terreno comunale utilizzata per l'agricoltura in cui i membri della comunità hanno diritti di usufrutto piuttosto che diritti di proprietà sulla terra, che in Messico è detenuta dallo Stato). Ci sono ancora controversie sul possesso e l'uso della terra tra gruppi indigeni e meticci. Storicamente, gli Amuzgo hanno subito la perdita di terre da parte degli spagnoli e dei meticci, che spesso si schierano contro gli Amuzgo. È stata costruita un'autostrada per collegare Ometepec, Xochistlahuaca e Tlacoachistlahuaca, ma un piccolo gruppo controlla la maggior parte dei trasporti su questa strada a causa dei costi di acquisto di camion e autobus ed è necessario avere un rapporto con questo gruppo per poter trasportare merci e persone in quell'area.
L'area di Amuzgo sta vivendo un crescente tasso di emigrazione, per lo più di uomini che vanno in altre località del Messico per lavorare. C'è anche l'emigrazione verso gli Stati Uniti, specialmente in California, North Carolina e altre aree sulla costa orientale. Le donne che lasciano il proprio paese d'origine generalmente scelgono città come Acapulco, Chilpancingo e Città del Messico per lavorare come domestiche.
La maggior parte dell'economia di Amuzgo si basa sull'agricoltura per l'auto-consumo, insieme al bestiame e all'artigianato come tessuti, ceramiche, pelle e la produzione di formaggio e panela. Recentemente questo ha incluso anche la ricezione di rimesse da coloro che lavorano fuori dalla regione. Circa il 44% degli Amuzgos si occupa di agricoltura e allevamento, con il 42% che si dedica all'artigianato e ad altre industrie e poco più del 12% al commercio e ai servizi. Il 36% delle donne Amuzgo non svolge lavori che producono reddito, rispetto a solo il 2% degli uomini.
L'agricoltura è spesso del tipo debbio durante la stagione delle piogge su terreni che sono sia di proprietà comune che individuale. Le colture importanti includono mais, fagioli, semi di sesamo, ibisco, zucca, peperoncini, pomodori, cotone e cacao. Una fonte significativa di denaro è la vendita di prodotti alla città prevalentemente meticcia di Ometepec. Questi includono altre colture come arance, Pouteria sapota, canna da zucchero, jicama insieme a prodotti lavorati come formaggio, panela, tessuti e fuochi d'artificio. In alcune comunità ci sono mandrie di bovini, capre, maiali e pollame domestico, ma la maggior parte del bestiame è allevata da meticci. A Xochistlahuaca e Tlacoachistlahuaca, l'agricoltura rimane la principale attività economica, con una crescente industria lattiero-casearia, principalmente formaggio venduto ai comuni circostanti. Gli uomini sono responsabili della maggior parte dei doveri agricoli, con le donne che vi partecipano in determinati periodi come la raccolta.
Gli Amuzgo generalmente producono una serie di oggetti spesso in ceramica (pentole, piastre per cuocere tortillas chiamate comal, barattoli, eccetera), amache, borse in ixtle (una fibra vegetale rigida ottenuta da alcune piante messicane, principalmente Agave e Yucca), cestini e altro ancora. A Xochistlahuaca si realizzano machete con incisioni legate alla cultura della regione. Tutti in famiglia partecipano a qualche tipo di produzione artigianale, divisi per genere. Alle ragazze viene insegnato a tessere e cucire tessuti, mentre i ragazzi imparano a tessere reti e amache. L'artigianato più conosciuto, tuttavia, è la lavorazione dei tessuti da parte delle donne Amuzgo, soprattutto a Xochistlahuaca poiché vengono spesso venduti fuori regione.
Il centro delle comunità di Amuzgo ha piccoli esercizi commerciali come bancarelle di tacos, piccoli ristoranti, negozi di forniture per cucito, di alimentari e specializzati in materiale necessario per l'agricoltura e il bestiame.

## Tessili

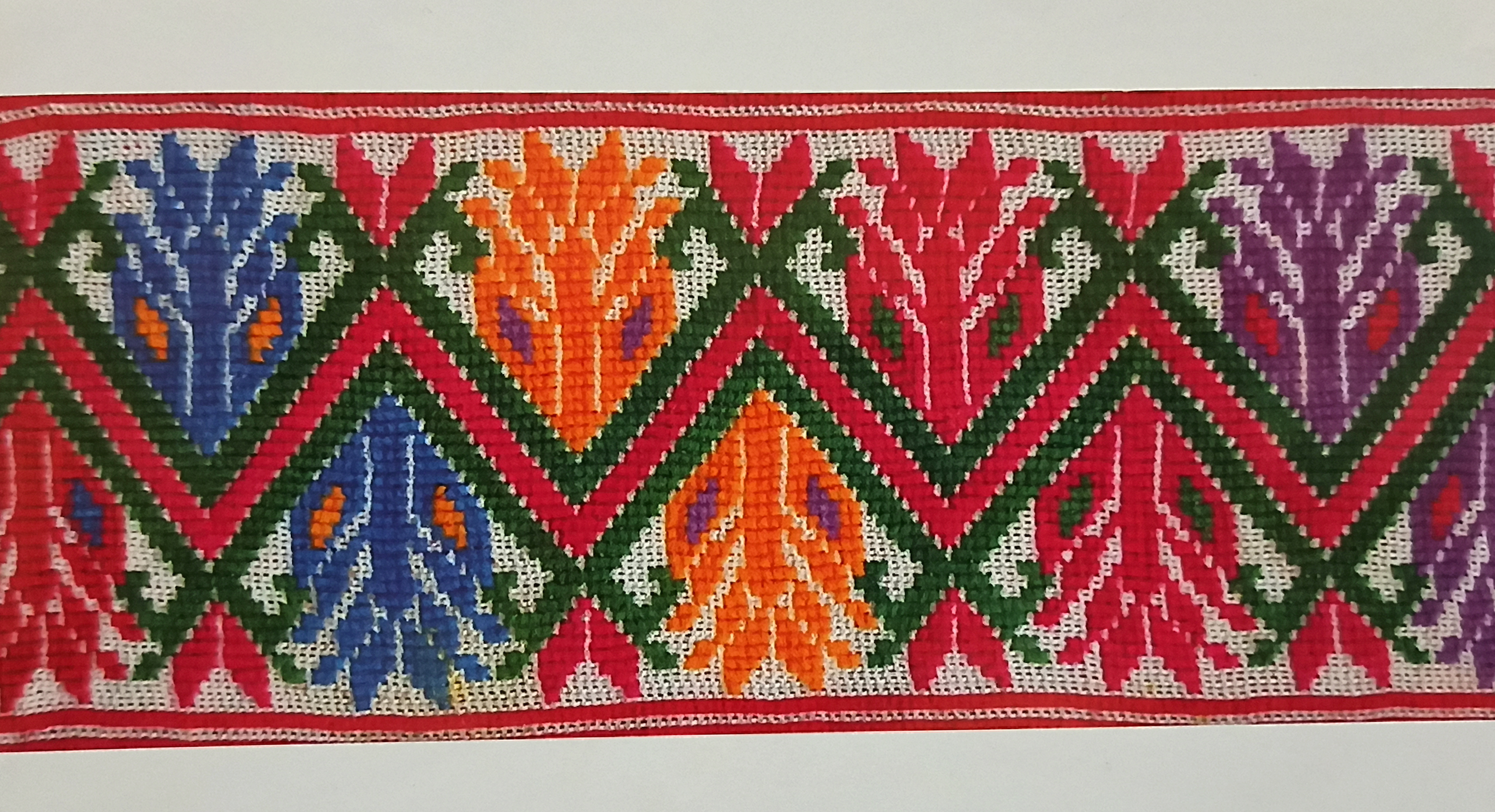
Disegno tessile floreale realizzato con telaio a cinghia, tradizione del popolo Amuzgo.

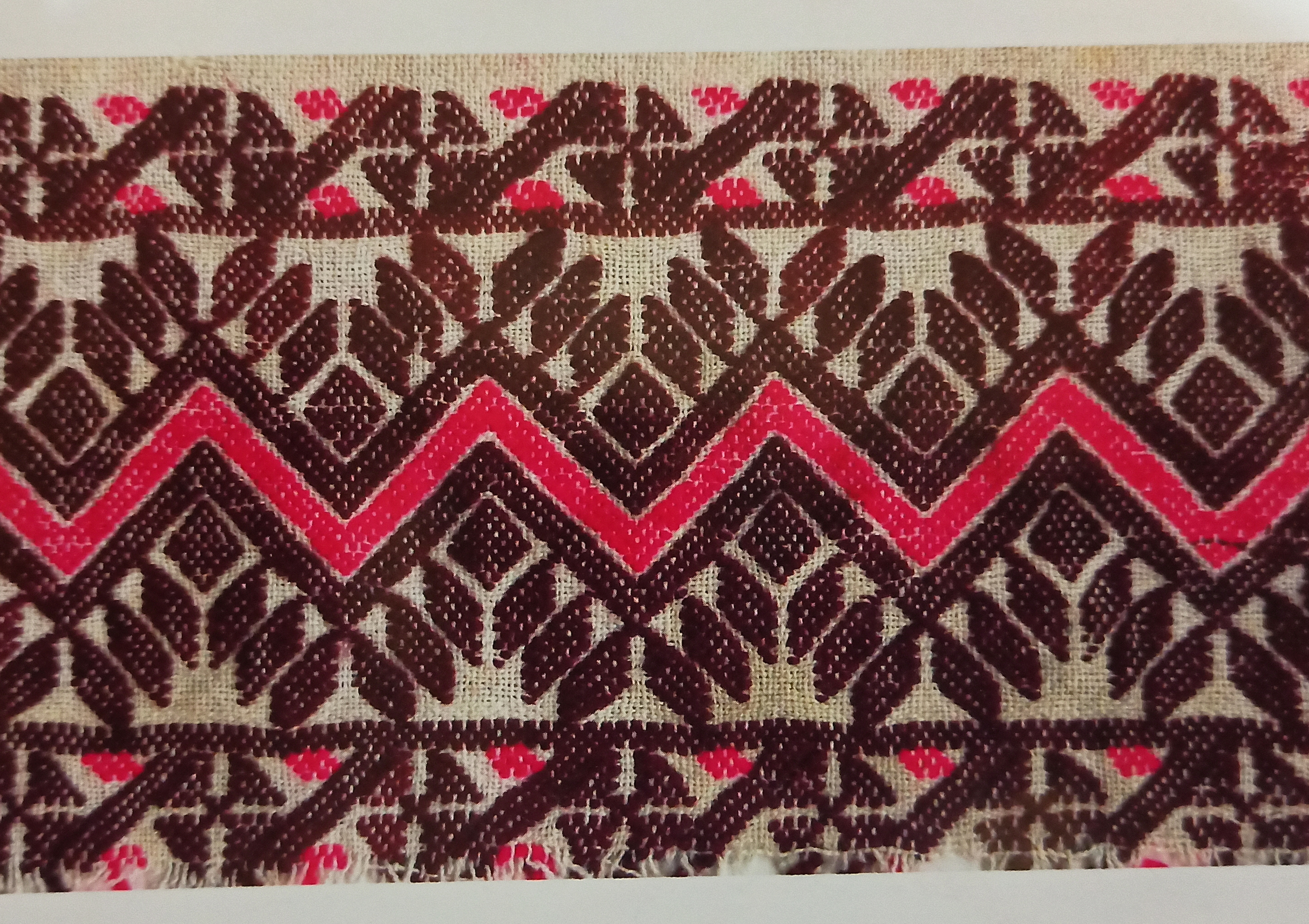
Disegno tessile Amuzgo.

La produzione tessile è l'artigianato più importante per gli Amuzgos, che è dominato dalle donne a causa dei ruoli di genere tradizionali. I bambini imparano i loro ruoli attraverso l'osservazione e la partecipazione a vari compiti man mano che crescono. Le ragazze iniziano a imparare a tessere quando hanno circa sei o sette anni, iniziando con compiti come la preparazione del cotone per la filatura. La maggior parte impara le basi della tessitura sul telaio a cinghia posteriore quando hanno undici o dodici anni, quindi impara a fare cuciture di base di huipils e ricami. Coloro che mostrano particolare talento possono passare a disegni più elaborati con l'apprendistato da parte di un maestro fuori casa. Molte delle opere di questi tessitori sono destinate alla vendita.
La caratteristica distintiva della tessitura Amuzgo sono i disegni bidimensionali intrecciati, e talvolta ricamati, nel tessuto, specialmente quello destinato agli huipils, la lunga tunica per le donne, chiamata "chuey" in Amuzgo. Alcuni dei disegni più tradizionali sono quelli tessuti dagli Amuzgo, specialmente quelli di Xochistlahuaca. I disegni sono una forma di "linguaggio grafico" per esprimere pensieri o aiutare la memoria. La comunità di Xochistlahuaca ha collaborato con l'Universidad Autónoma Metropolitana per preservare questi disegni, specialmente i più antichi e complicati. Il catalogo è il primo del suo genere per questa cultura. Oggi, i disegni più complicati sono generalmente noti solo ai tessitori più anziani. Il cotone più tradizionale per la tessitura è chiamato "coyuche" o "coyote" per via del suo colore marrone. La regione di Amuzgo è l'unico luogo al mondo che usa questo cotone, che è ancora coltivato e utilizzato ma è stato sostituito in molte opere dal cotone bianco.
La tessitura è solo uno dei tanti lavori svolti dalle donne Amuzgo, che infatti eseguono anche lavori domestici, si prendono cura dei bambini e si occupano di alcuni compiti agricoli. Tuttavia, la tessitura ha assunto un ruolo economico importante in molte famiglie Amuzgo poiché il reddito derivante dall’agricoltura non è più sufficiente per la loro sussistenza.

## Istruzione
Ci sono scuole primarie bilingue e monolingue (spagnolo) nella regione, insieme ad asili nido, scuole materne in lingue indigene, scuole medie (con frequenza di persona e/o apprendimento a distanza) sponsorizzate dal governo federale e una scuola superiore gestita dall'Universidad Regional de Sureste. I programmi culturali vengono trasmessi in lingua amuzgo e spagnolo da Putla de Guerrero, Tlaxiaco e alcuni dalla città di Oaxaca.